# John Pascoe Fawkner

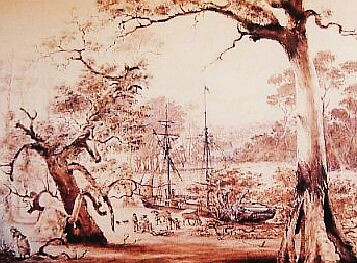
The Enterprize, Fawkner's ship

John Pascoe Fawkner (20 octobre 1792 – 4 septembre 1869) fut un des premiers pionniers de la région de Melbourne ; il fut aussi un homme d'affaires et un homme politique du Victoria, en Australie. En 1835, il aida un groupe de colons libres à se rendre de Tasmanie sur le continent australien à bord de sa goélette Enterprize. Ce groupe atteignit la baie de Port Phillip et remonta le fleuve Yarra, pour fonder une colonie, qui devint la cité de Melbourne.

## Jeunesse
John Pascoe Fawkner est né en 1792 à Cripplegate, à Londres, d'un père, John Fawkner, affineur de métal et d'Hannah son épouse, née Pascoe. Son père ayant été condamné à quatorze ans de prison pour avoir reçu des marchandises volées, il l'accompagna, à l'âge de 11 ans, sur une flotte de deux bateaux, dans sa déportation en Australie, qui avait pour objectif d'établir une colonie dans le détroit de Bass. La flottille pénétra dans la baie de Port Phillip, et débarqua à Sullivan Bay, près de l'actuelle Sorrente. Pendant plusieurs mois, la colonie lutta pour survivre. Il y eut 27 tentatives d'évasion des forçats, dont celle de William Buckley. Le manque de bois et d'eau douce finit par convaincre le gouverneur David Collins d'abandonner la colonie en 1804. Les colons et les forçats se rendirent alors dans la ville nouvelle d'Hobart dans la « pays de Van Dieman » (la Tasmanie).
À Hobart, le jeune Fawkner aida son père, qui avait obtenu une grâce conditionnelle, dans sa boulangerie, son affaire de bois et sa brasserie. Peu de temps après, il connut des ennuis. Une lettre de Thomas Davey au lieutenant Jeffreys, datée du 19 octobre 1814, l'informe de s'apprêter à recevoir à son bord John Fawkner, « une de ces personnes qui s'étaient récemment enfuies de la colonie après avoir commis des vols et des déprédations ignobles, pour lesquels il est condamné à une déportation de cinq ans ; il passera par Sydney pour être envoyé pour la durée de sa peine à la rivière Coal, et aussi pour rompre les liens très dangereux qu'il a noués dans cette colonie ». Cette lettre fournit un compte-rendu trompeur de ce qui s'était réellement passé. Selon Fawkner, version qui paraît véridique, « un groupe de prisonniers, déterminés à s'échapper, avait réclamé son assistance, et dans un moment stupide de sympathie, il avait entrepris de les aider ».
En décembre 1819, la condamnée déportée, Eliza Cobb, et John Pascoe Fawkner chargèrent une charrette et déménagèrent à Launceston. Ils se marièrent le 5 décembre 1822, avec l'autorisation du gouverneur George Arthur. Ils montèrent une boulangerie, une affaire de bois, une librairie, un journal en 1829, The Launceston Advertiser, une pépinière et un verger. Peu après qu'Eliza reçut sa grâce, Fawkner obtint une licence pour diriger le « Cornwall Hotel ».

## Colonisation de Melbourne
En avril 1835, John Pascoe Fawkner acheta la goélette à hunier Enterprize, afin de rechercher un site de colonisation convenable dans le district de Port Phillip.
John Batman mena une exploration du district de Port Phillip en mai 1835, à bord du sloop Rebecca. Il explora une vaste zone, correspondant aux actuelles banlieues nord de Melbourne, remontant aussi loin que Keilor, et constata que c'était un lieu idéal pour l'élevage du mouton. Puis il rentra à Launceston.
Quand l' Enterprize fut prête à partir, en août 1835, des créanciers empêchèrent au dernier moment Fawkner de se joindre au voyage. À bord de l' Enterprize, lors de son départ de George Town, se trouvaient le capitaine John Lancey, représentant de Fawkner, George Evans, le constructeur, William Jackson et Robert Marr, charpentiers, Evan Evans, domestique de George Evans, et les employés de Fawkner, Charles Wyse, laboureur, Thomas Morgan, domestique, James Gilbert, forgeron et sa femme enceinte, Mary Gilbert, sous les ordres du capitaine Peter Hunter.
Le 15 août 1835, l' Enterprize entra dans le Yarra. Après l'avoir halée contre le courant, elle fut mouillée au pied de l'actuelle William Street. Le 30 août 1835, les colons débarquèrent pour construire leur entrepôt et nettoyer le terrain pour planter des légumes. Les Fawkners arrivèrent dans le district de Port Phillip, le vendredi 16 octobre 1835, lors du second voyage de l'Enterprize. Fawkner écrit dans son journal : « Halage jusqu'au bassin, débarqué deux vaches, deux veaux et les deux chevaux ».

## Homme politique et homme d'affaires de Melbourne
Fawkner tenait à avoir sa place dans l'histoire. Il ouvrit le premier hôtel de Melbourne au coin de William street et de Flinder lane. À partir du 1er janvier 1838, il fit paraître le  Melbourne Advertiser, qui fut le premier journal du district. Ses neuf ou dix premières éditions hebdomadaires furent écrites à la main à l'encre. Puis une vieille presse en bois et quelques caractères arrivèrent de Launceston, et la première édition imprimée parut le 5 mars 1838. Ce journal eut dix-sept éditions quand il cessa de paraître le 23 avril 1838, Sydney n'ayant pas donné son autorisation de parution. Le Port Phillip Patriot and Melbourne Advertiser parut pour la première fois le 6 février 1839, John Pascoe Fawkner ayant obtenu une licence. Il devint quotidien à partir du 15 mai 1845. La presse existe toujours, elle se trouve au Scienceworks Museum de Melbourne.
Fawkner acquit une propriété en 1839, un des onze lots de la subdivision du district de Coburg, réalisée par le géomètre du gouvernement, Robert Hoddle. La propriété, appelée Pascoeville, était limitée approximativement par le Moonee Ponds Creek, Gaffney street, Northumberland road et la prolongation ouest de Boundary road. Il vécut dans sa ferme et dans sa maison de Collingwood entre 1840 et 1855.
En 1851, Fawkner fut élu au premier conseil législatif du district de Port Phillip (électorat de Talbot), et, en 1856, il fut élu au premier parlement autonome du Victoria, en tant que membre du conseil législatif de la Province Centrale.
À Melbourne comme à Launceston, il se fit de nombreux ennemis, avant de mourir comme le grand homme de la colonie le 4 septembre 1869 à Collingwood, Smith street, à l'âge de 77 ans. À ses funérailles, le 8 septembre 1869, plus de 200 voitures étaient présentes, et on fit état de 15 000 personnes massées le long du parcours funèbre.

## Perpétuation du souvenir
On a donné le nom de John Fawkner à de nombreux sites de Melbourne, comme les banlieues Fawkner, Pascoe Vale et Fawkner Park.